# Municipio de River (condado de Jackson)
El municipio de River (en inglés: River Township) es un municipio ubicado en el  condado de Jackson en el estado estadounidense de Carolina del Norte. En el año 2010 tenía una población de 1.359 habitantes.

## Geografía
El municipio de River se encuentra ubicado en las coordenadas 35°15′43.36″N 83°7′1.51″O / 35.2620444, -83.1170861.